# Thinopteryx maculosa
Thinopteryx maculosa är en fjärilsart som beskrevs av Louis Beethoven Prout 1915. Thinopteryx maculosa ingår i släktet Thinopteryx och familjen mätare. Inga underarter finns listade i Catalogue of Life.